# Frank Jay Gould

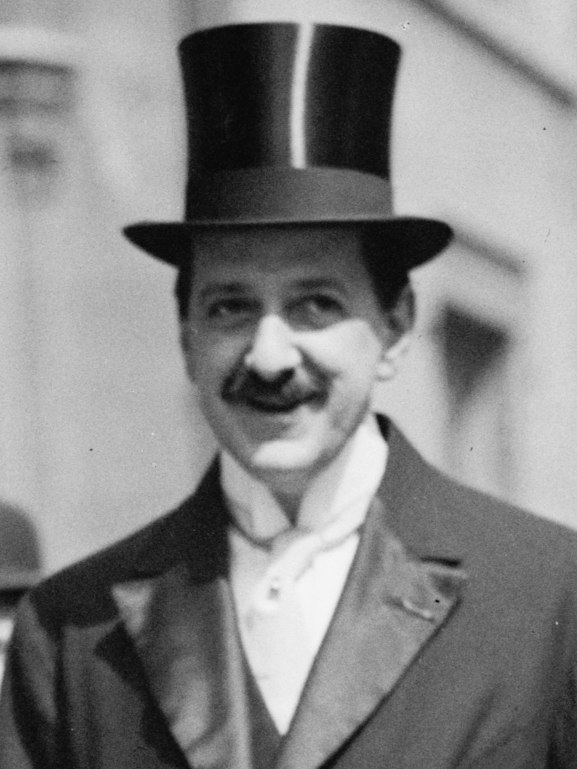
Frank Jay Gould

Frank Jay Gould (Manhattan, New York, 4 december 1877 - Juan-les-Pins, 1 april 1956) was een Amerikaanse zakenman en filantroop.

## Levensloop
Hij was de zoon van Jay Gould die fortuin had gemaakt in de Amerikaanse spoorwegindustrie en een van de rijkste mannen van de Verenigde Staten was. Frank Jay Gould studeerde voor ingenieur aan de universiteit van New York. Op 20-jarige leeftijd begon hij te werken in het spoorwegbedrijf van zijn vader. Hij richtte zijn eigen bedrijf op, Virginia Railways Power Company, en belegde in hotels in New York en Florida, in banken en in wapenfabrieken.
In de jaren 1910 vestigde Gould zich in Frankrijk. Daar trouwde hij in 1923 met de zangeres Florence La Caze; dit was zijn derde huwelijk. Hij legde zich toe op de toeristische ontwikkeling, onder andere van de de badplaats Juan-les-Pins en het kuuroord Bagnoles-de-l'Orne. Hij bouwde daar casino's en hotels.
Hij stief in 1956 na een slepende ziekte.

## Eerbewijzen
- Commandeur in het Legioen van Eer (1926)
- Doctor honoris causa van de universiteit van New York (1955)